# Fabijoniškės
Fabijoniškės är en stadsdel i Litauens huvudstad Vilnius, 5 km norr om stadens centrum. Fabijoniškės ligger 184 meter över havet och antalet invånare är 39 759.